# زيكاش
زيكاش (بالإنجليزية: Zcash) هي عملة معماة تركز على الخصوصية، مشتقة من قاعدة أكواد البيتكوين، مع الابتكار الرئيسي المتمثل في إضافة دفتر أستاذ مشفر باستخدام براهين المعرفة الصفرية. يمكن أن تكون المعاملات شفافة، مشابهة لمعاملات البيتكوين، أو يمكن أن تكون معاملات محجوبة تستخدم نوعًا من براهين المعرفة الصفرية لتوفير عدم الكشف عن الهوية في المعاملات. عملات زيكاش موجودة إما في مجموعة شفافة أو في مجموعة محجوبة.
تتشابه مع البيتكوين في العرض الإجمالي الثابت البالغ 21 مليون وحدة.
بدأت أعمال التطوير في العملة في عام 2013 من قبل ماثيو غرين، وهو أستاذ بجامعة جونز هوبكنز، مع بعض طلاب الدراسات العليا. جمعت شركة زيكاش أكثر من 3 ملايين دولار من أصحاب رؤوس الأموال في وادي السيليكون لاستكمال تطويرها. تم الانتهاء من التطوير من قبل شركة زيكاش الربحية، بقيادة زيكو ويلكوكس، وهو متخصص في أمن الحاسوب، ومقرها كولورادو وسايفربانك.
يمكن للمستخدمين استخدام محافظ زيكاش مثل زاشي، والتي توفر الخصوصية افتراضيًا من خلال طلب حجب الأموال قبل إنفاقها. اعتبارًا من يوليو 2025، تم حجب حوالي 20 مليون من العملات الموجودة.
تم تعدين العملة لأول مرة في أواخر أكتوبر 2016. كان الطلب الأولي مرتفعًا، وخلال أسبوع تم تداولها مقابل خمسة آلاف دولار للقطعة.

## الاستخدام
تُستخدم زيكاش كعملة معماة تركز على الخصوصية تمكن المستخدمين من إرسال معاملات محجوبة (خاصة) أو شفافة (عامة). تستخدم المعاملات المحجوبة براهين المعرفة الصفرية للحفاظ على سرية المرسل والمستقبل ومبالغ المعاملات. اعتبارًا من يوليو 2025، يتم الاحتفاظ بحوالي 20% من إجمالي المعروض من عملات ZEC في عناوين محجوبة.
زاشي، وهي محفظة حديثة طورتها شركة Electric Coin Company، تُعتبر حاليًا واحدة من أسهل المحافظ استخدامًا التي تقدم الخصوصية افتراضيًا. تفرض حجب الأموال قبل الإنفاق وتبسط المعاملات المحجوبة للمستخدمين عبر جميع المنصات.
تستخدم زيكاش آلية إجماع إثبات العمل مشابهة للبيتكوين. يتم تقسيم مكافآت الكتلة بين المعدنين وصندوق تطوير زيكاش: 80% من المكافآت تذهب للمعدنين، بينما يتم تخصيص 20% لدعم تطوير زيكاش. ستعيد ترقية مستقبلية مقترحة توجيه ثلثي صندوق التطوير إلى حاملي عملات ZEC، مما يسمح لهم بالتصويت على كيفية توزيع الأموال—مما يقدم آلية حوكمة أكثر لامركزية.

## جهود التوسع
تطورت زيكاش من خلال ثلاث مجموعات محجوبة رئيسية، كل واحدة أكثر خصوصية وقابلية للتوسع من السابقة.

### Sprout (2016): النموذج الأولي
- أول سلسلة خصوصية تستخدم zk-SNARKs.
- تطلبت "حفل إعداد موثوق"، شارك فيه إدوارد سنودن بشكل مشهور.
- ثقيل: احتاج 3 جيجابايت من الذاكرة لكل معاملة. غير مناسب للهواتف المحمولة.
- إذا تم اختراق الإعداد، كان يمكن سك عملات لا نهائية دون اكتشاف.

اليوم: في عملية إهمال. محافظ مثل زاشي تنقل المستخدمين تلقائيًا بعيدًا عنها نحو الخيار الأكثر خصوصية وأمانًا.

### Sapling (2018): قابلية الاستخدام الحقيقية
- أكثر كفاءة بـ 100 مرة: أصبح قابلاً للاستخدام على الهواتف أخيرًا.
- قدم مفاتيح العرض والعناوين المتنوعة ودعم العميل الخفيف.
- الإعداد الموثوق لا يزال مطلوبًا ولكن هذه المرة مع مئات المشاركين في حفل من مرحلتين (Powers of Tau[9]). أكثر لامركزية، لكن لا يزال مرساة ثقة.

Sapling لا يزال مدعومًا، لكن يتم إنهاؤه. تجربة المستخدم الجديدة توجه المستخدمين بعيدًا عنه.

### Orchard (2022): لا حاجة للثقة
- مبني على Halo 2: نظام ZK تكراري، خالٍ من الإعداد الموثوق.
- لا حفلات. لا افتراضات. لا مراسي ثقة.
- يدعم التجميع وZK rollups والمزامنة الفعالة على الهواتف المحمولة.

Orchard هو المعيار في محافظ زيكاش الحديثة اليوم.

## تحديث الشبكة
تم إجراء أول تحديث لشبكة زيكاش من خلال تفرع صلب في رقم الكتلة 347500، والذي حدث في 25 يونيو 2018. تم تقديم ميزة جديدة، سمحت للمستخدمين بتكوين أوقات انتهاء صلاحية للمعاملات. تم تنفيذ خمسة اقتراحات لتحسين زيكاش، وهي 143 و200 و201 و203. حسن هذا التحديث أيضًا التحقق من التوقيع، مما ساعد في تحسين سرعة المعاملات.
منذ ذلك الحين، مرت شبكة زيكاش بعدة تحديثات مهمة، بما في ذلك تنفيذ بروتوكول Sapling في 2018 ولاحقًا بروتوكول Orchard في 2022. في 2025، تواصل الشبكة التطور مع تحسينات مستمرة في الخصوصية وقابلية التوسع وسهولة الاستخدام، مع محافظ حديثة مثل زاشي تقدم الخصوصية افتراضيًا وحوالي 20% من إجمالي المعروض من ZEC محتفظ به في عناوين محجوبة.

## أنظر أيضا
- قانونية بيتكوين حسب الدولة